# Club Deportivo San Bernardo Central
El Club Deportivo San Bernardo Central fue un club de fútbol de Chile, con sede en San Bernardo, asociado a la Maestranza San Bernardo de los Ferrocarriles del Estado. Fue fundado en 1956 y jugaba de local en el Estadio Maestranza.

## Historia
El club nació en 1956, producto de la fusión entre los clubes Maestranza Central y San Bernardo F. C..
En el Campeonato Nacional de Segunda División de 1966 logró la penúltima posición (16.º), descendiendo junto a Luis Cruz Martínez de Curicó a sus respectivas asociaciones de origen.
Posteriormente tuvo una fugaz reaparición en el Regional Central entre los años (1971 a 1975)
Desde el fin de su paso por el Regional Central compitió en los torneos de la Asociación San Bernardo. Como la Maestranza cerró a principios de los años 1990, el 14 de noviembre de 1994 se fusionó con el Estrella Ferroviaria para crear a San Bernardo Deportes.

## Uniforme
| 1958 |

## Estadio
Hasta su desaparición el equipo hizo de local en el Estadio Maestranza, el que años más tarde sería comprado por la empresa de cauchos Vulco. Como se sabe, Magallanes se ha afincado sin éxito en ese recinto al menos en un par de ocasiones. El recinto no tiene relación con el Estadio Municipal de San Bernardo, que se ubica a varios metros del lugar.

## Datos del club
- Temporadas en 2.ª: 11 (1956, 1957, 1958, 1959, 1960, 1961, 1962, 1963, 1964, 1965, 1966)
- Temporadas en Regional Central: 4  (1971-1974)
- Mejor puesto en la liga: 5.º (1957).
- Peor puesto en la liga: 16.º (1966).